# Çalpınar
Çalpınar (arabisch Sat, kurdisch Sîtê) ist ein Dorf im Landkreis Midyat der türkischen Provinz Mardin. Çalpınar liegt etwa 58 km nordöstlich der Provinzhauptstadt Mardin und 20 km südwestlich von Midyat. Çalpınar hatte laut der letzten Volkszählung 754 Einwohner (Stand Ende Dezember 2009). Die Bevölkerung besteht aus Kurden und Mhallami-Arabern.